# ICI Radio-Canada Première
ICI Radio-Canada Première est une station de radio généraliste francophone produite par Radio-Canada, le diffuseur public du Canada. La station a été connue précédemment sous les appellations de « La radio de Radio-Canada », puis de la « Première Chaîne » jusqu'à ce qu'elle prenne officiellement son nom actuel le 19 août 2013.

## Situation
Le réseau est disponible sur le territoire canadien, mais sa couverture n'est pas aussi étendue que celle de CBC Radio One, car seules les provinces de Québec et de l'Ontario disposent de plus d'un centre de production. Ailleurs, chaque province, (ou un groupe de provinces dans le cas des Provinces maritimes), est couverte par une seule station avec plusieurs émetteurs. Le réseau rejoint 90 % des francophones du Canada.
Le réseau peut, en fonction du marché, diffuser en AM ou en FM. ICI Radio-Canada Première diffuse aussi Première Plus par le satellite Sirius et aussi sur le câble, près des chaînes Galaxie.

## Histoire

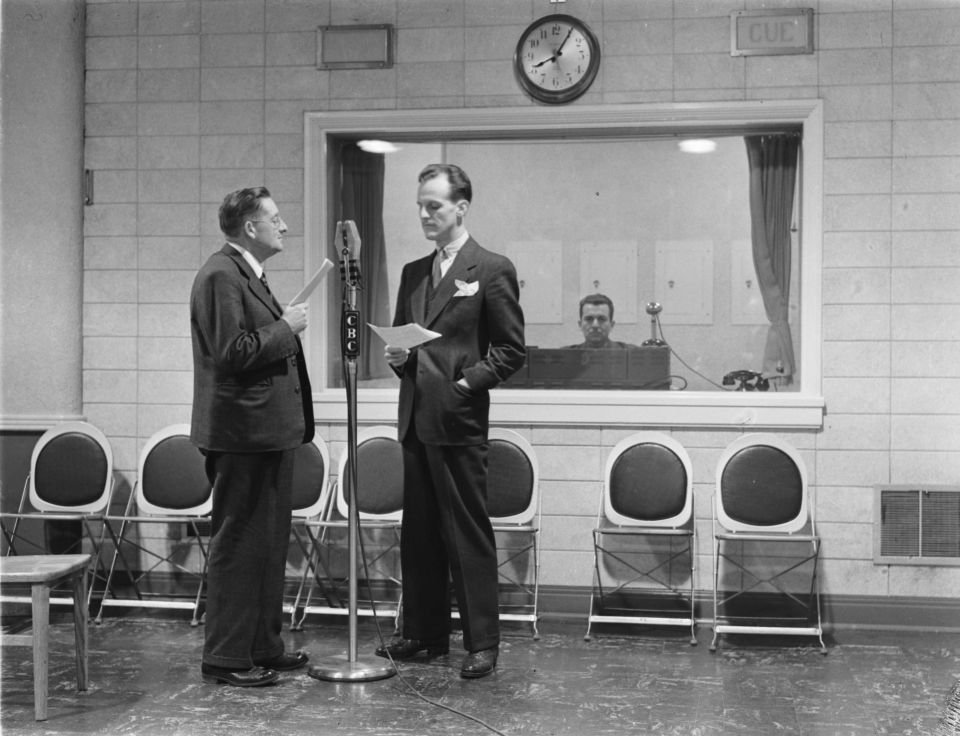
Charles Bruno debout à gauche animant une émission dans les studios de la station C.B.F. le 16 octobre 1939.

Certaines émissions en français sont diffusées par la CRCM dès 1933, mais le réseau francophone est officiellement créé le 11 décembre 1937 avec le lancement de CBF.
En 1938 la station se développe en un nouveau réseau avec le lancement de CBV à Québec et CBJ à Chicoutimi. Cette même année apparaît pour la première fois le feuilleton La pension Velder qui dure jusqu'en 1942 et se trouve ressuscitée en 1957 dans un format télévisuel.
Le premier feuilleton radiophonique diffusée sur les ondes de Radio-Canada est La Pension Velder de Robert Choquette dès 1938. En 1939 débute la diffusion du feuilleton radiophonique Un homme et son péché (adapté du roman du même nom) et en 1943 Métropole.
Pendant le premier mois de la Seconde Guerre mondiale, Radio-Canada diffuse 24 heures sur 24 et présente les nouvelles provenant d'Europe. Cette même année, le réseau retransmet pour la première fois de son histoire un match de hockey des Canadiens de Montréal.
En 1940, une autre série radiophonique commence: Jeunesse dorée. En 1941, le réseau crée sa propre section d'information, alors qu'auparavant elle dépendait des journalistes de la Presse canadienne. Le 13 octobre 1941 débutait l'émission de divertissement Les Joyeux Troubadours qui connut une longévité exceptionnelle (36 ans).
Parallèlement, deux nouvelles radios à ondes courtes apparaissent pour les francophones hors Québec. Au cours des années 1940, l'expansion du réseau au Québec est dû à l'affiliation de stations privées.

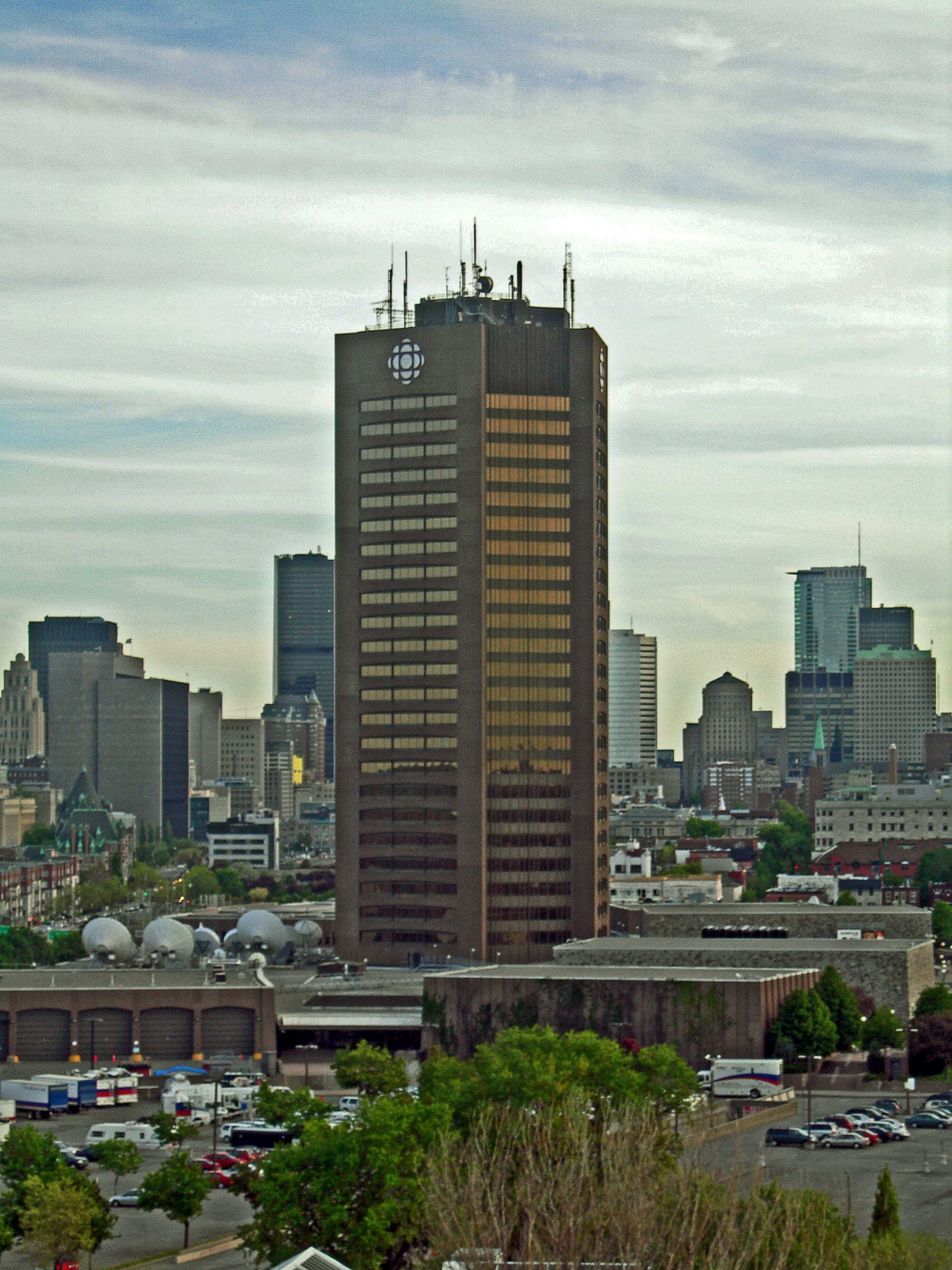
La Maison de Radio-Canada, à Montréal.

En 1942, le réseau public refuse de donner du temps de parole aux partisans du Non au référendum sur la conscription au Canada. Toutefois, les francophones du Canada votent majoritairement Non.
En 1946, le réseau lance la future CBFX-FM, une station de radio expérimentale en modulation de fréquence à Montréal, et connaît pour la première fois une diffusion hors du Québec avec l'apparition de CKSB en tant qu'affiliée privée à Saint-Boniface (Manitoba).
En 1948, les émissions Tante Lucille (avec Lucille Desparois) et Les idées en marche débutent. La même année, trois studios de l'immeuble King's Hall de Montréal sont détruits par une explosion, conduisant Radio-Canada à centraliser ses services dans un seul bâtiment, sur le boulevard Dorchester (aujourd'hui René-Lévesque).
En 1952, le réseau devient autonome de la direction de Radio-Canada à Toronto. Auparavant, toute décision relative aux programmes devait être prise par la rédaction de Toronto.
Durant les années 1960, le réseau s'étend et acquiert CJBC à Toronto en octobre 1964 et CBOF à Ottawa la même année. CBUF, à Vancouver, suivra en 1967. En 1965 Lise Payette lance sa première émission, Place aux femmes.
Le réseau élimine la publicité sur le tabac en 1969, puis toute publicité commerciale en 1974, sauf celles pour les rencontres de l'équipe de hockey des Canadiens de Montréal (transférées à Radiomédia en 1997). En 1973, Pierre Trudeau inaugure la Maison de Radio-Canada qui regroupe les services de Radio-Canada. En 1978, CBON commence la couverture du Nord de l'Ontario à partir de Sudbury. Durant la dernière moitié des années 1970, le réseau commence à acquérir directement les radios privées qui lui sont affiliées, un processus ralenti par des difficultés financières au cours des années 1980.
En avril 1990, un service de l'information distinct de celui servant la télévision française est créé pour la radio.
Le réseau est renommé La Première Chaîne en 1997. En 1999, Radio-Canada s'adresse au Conseil de la radiodiffusion et des télécommunications canadiennes pour obtenir l'autorisation de lancement d'une troisième station tout-info à Montréal sur la fréquence 690 AM laissée libre par CBF qui a déménagé vers la FM. La demande est rejetée, mais Radio-Canada a fait appel auprès de la cour fédérale d'appel, qui confirme la décision de première instance.
En 2002, les dernières stations privées affiliées à la Première Chaîne, c'est-à-dire CKVM à Ville-Marie et CFLM à La Tuque, quittent le réseau. La région est désormais desservie par CHLM à Rouyn-Noranda, station FM affiliée au réseau, acquise par le réseau en 2004. Actuellement ICI Radio-Canada Première est propriétaire de toutes les stations qui diffusent ses émissions.
En 2013, la société tente de renouveler son image de marque en supprimant, du moins partiellement, le vocable « Radio-Canada » de ses plateformes télé et radio. Elle propose de remplacer cette appellation par « ICI ». Cette initiative suscite un tollé de toutes parts et enflamme médias traditionnels et réseaux sociaux. Placée sur la défensive, la direction fait marche arrière et conserve le nom « Radio-Canada », mais en y adjoignant l'adverbe « ICI ». En fin de compte, ce qui devait devenir « ICI Télé » ou « ICI Première » (radio) devient plutôt « ICI Radio-Canada Télé » et « ICI Radio-Canada Première ». Ce changement de raison sociale s'est fait progressivement au cours de l'année 2013.

## Identité visuelle

### Logotype

Évolution du logo
Logo de la Première chaîne dans les années 1990.
Logo de la Première chaîne de 2001 à 2004.
Logo de la Première chaîne de 2004 à 2013.
Logo d'ICI Radio-Canada Première de 2013 à 2016.
Logo d'ICI Radio-Canada Première depuis 2016.

## Direction

### Direction de l'information à la radio
À partir de mars 1990 le poste de directeur de l'information à la radio est séparé du poste de directeur de l'information à la télévision :
- Marcel Pépin : 12 mars 1990 – date non connue[4]

## Diffusion

### Stations sur la bande AM/FM
Chaque station alimente une région à l'aide de ré-émetteurs,
| Fréquence     | Lettres d'appel           | Endroit        | Région desservie                                                                  |
| ------------- | ------------------------- | -------------- | --------------------------------------------------------------------------------- |
| FM 88,1       | CBAF-FM-15                | Charlottetown  | Île-du-Prince-Édouard                                                             |
| FM 90,1       | CHFA-FM                   | Edmonton       | Alberta                                                                           |
| FM 92,3       | CBAF-FM-5                 | Halifax        | Nouvelle-Écosse, Terre-Neuve-et-Labrador (Saint-Jean et Port-au-Port)             |
| FM 102,1      | CBGA-FM                   | Matane         | Gaspésie–Îles-de-la-Madeleine                                                     |
| FM 88,5       | CBAF-FM                   | Moncton        | Nouveau-Brunswick                                                                 |
| FM 95,1       | CBF-FM                    | Montréal       | Région métropolitaine de Montréal, Nord-du-Québec (Nord de la Jamésie et Nunavik) |
| FM 90,7       | CBOF-FM                   | Ottawa         | Est de l'Ontario, Outaouais                                                       |
| FM 106,3      | CBV-FM                    | Québec         | Capitale-Nationale, Chaudière-Appalaches                                          |
| FM 97,7       | CBKF-FM                   | Regina         | Saskatchewan                                                                      |
| FM 89,1       | CJBR-FM                   | Rimouski       | Bas-Saint-Laurent                                                                 |
| FM 90,7       | CHLM-FM                   | Rouyn-Noranda  | Abitibi-Témiscamingue, Nord-du-Québec (Sud de la Jamésie)                         |
| FM 93,7       | CBJ-FM                    | Saguenay       | Saguenay–Lac-Saint-Jean, Nord-du-Québec (Centre de la Jamésie)                    |
| FM 98,1       | CBSI-FM                   | Sept-Îles      | Côte-Nord, Terre-Neuve-et-Labrador (Chutes Churchill et Labrador City)            |
| FM 101,1      | CBF-FM-10                 | Sherbrooke     | Estrie                                                                            |
| FM 98,1       | CBON-FM                   | Sudbury        | Nord de l'Ontario                                                                 |
| AM 860        | CJBC                      | Toronto        | Grand Toronto, Centre de l'Ontario                                                |
| FM 96,5       | CBF-FM-8                  | Trois-Rivières | Mauricie, Centre-du-Québec                                                        |
| FM 97,7       | CBUF-FM                   | Vancouver      | Colombie-Britannique, Yukon                                                       |
| AM 1550       | CBEF                      | Windsor        | Sud-ouest de l'Ontario                                                            |
| FM 88,1       | CKSB-10-FM                | Winnipeg       | Manitoba, District de Kenora, District de Rainy River                             |
| Sirius/XM 170 | ICI Radio-Canada Première | Montréal       | Amérique du Nord                                                                  |

Historiquement, la Première Chaîne était diffusée sur la bande AM, mais plusieurs stations sont passées sur la bande FM,

### Par Internet

#### Console d'écoute
Depuis 1999, en plus d'être diffusée sur la bande FM, la Première Chaîne de Radio-Canada est accessible sur Internet. Après avoir d'abord utilisé le lecteur Windows Media, la SRC lance en juin 2007 sa console propriétaire, entièrement programmée en Flash. La nouvelle formule de la console d'écoute concentre l'entièreté des contenus en un seul endroit et permet une diffusion rapide en différé des émissions radio et télé.

#### Baladodiffusion
Vers la fin de 2005, Radio-Canada lance la diffusion en baladodiffusion (via les flux RSS), devenant ainsi le premier média francophone de masse en Amérique à utiliser ce nouveau mode de transmission. Dès lors, la société d'état permet le téléchargement de certaines émissions en baladodiffusion, telles que Indicatif présent, Bande à part et la Première à la carte. Pour la saison 2007, la Première Chaîne propose plus de dix émissions à emporter sur un baladeur numérique ou à télécharger directement dans un ordinateur personnel.

## Audiences
| Évolution des parts d'audience d'ICI Première dans l'auditoire francophone de Montréal |
| Le graphique qui aurait dû être présenté ici ne peut pas être affiché car il utilise l'ancienne extension Graph, désactivée pour des questions de sécurité. Des indications pour créer un nouveau graphique avec la nouvelle extension Chart sont disponibles ici . |

| Saison | Printemps | Été  | Automne | Hiver |
| ------ | --------- | ---- | ------- | ----- |
| 1995   | 6,7       | NC   | 6,7     | NC    |
| 1996,  | 6,2       | NC   | 6,0     | NC    |
| 1997,  | 6,6       | NC   | 7,1     | NC    |
| 1998,  | 7,8       | NC   | 6,3     | NC    |
| 1999   | NC        | NC   | 7,9     | NC    |
| 2000   | 7,2       | NC   | 6,9     | NC    |
| 2001   | 7,8       | NC   | 8,6     | NC    |
| 2002   | 8,7       | 6,7  | 8,8     | NC    |
| 2003   | 11,5      | 8,3  | 12,7    | NC    |
| 2004   | 11,7      | 11,1 | 11,7    | NC    |
| 2005   | 12,2      | 8,5  | 11,1    | NC    |
| 2006   | 11,1      | 12,2 | 9,8     | 9,8   |
| 2007   | 11,3      | 12,0 | 15,1    | NC    |
| 2008   | NC        | 9,5  | 11,6    | 10,3  |
| 2009   | 11,3      | NC   | 11,4    | NC    |
| 2010   | NC        | NC   | 12,1    | 13,2  |
| 2011   | 13,3      | 12,0 | 11,6    | 10,7  |
| 2012   | 9,7       | NC   | 11,3    | 13,3  |
| 2013   | 12,9      | 11,9 | 13,6    | 11,6  |
| 2014   | 12,3      | 11,0 | 12,9    | 11,6  |
| 2015   | 10,5      | 8,4  | 9,9     | 9,3   |
| 2016   | 8,5       | 6,6  | 11,8    | 13,4  |
| 2017   | 14,3      | 12,7 | 13,9    | 14,6  |
| 2018   | 15,0      | 13,2 | 13,0    | 12,7  |
| 2019   | 12,7      | 12,0 | 12,6    | 12,0  |
| 2020   | 12,7      | 12,3 | 15,2    | 14,8  |
| 2021   | 14,4      | 15,3 | 15,7    | 18,8  |
| 2022   | 16,3      | 17,3 | 16,6    | 18,3  |

## Émissions
- Par 4 chemins
- Macadam Tribus
- De remarquables oubliés
- Bande à part
- Dimanche Magazine
- C'est bien meilleur le matin
- Sportnographe
- L'Après-midi porte conseil
- Histoires d'objets
- À la semaine prochaine
- La Sphère
- La soirée est (encore) jeune
- Les années lumière
- La Librairie francophone
- Aujourd’hui l’histoire

## Grille-horaire

### Généralités
Au début de chaque heure, pendant la programmation réseau de jour, un bulletin d'informations régionales ou inter-régionales de six minutes est présenté en direct de 9 h à 16 h (10 h à 18 h dans les provinces maritimes) en semaine, de 7 h à 17 h (6 h heure locale à 15 h HP dans les provinces de l'ouest) les fins de semaine, dans toutes les stations (ou groupe de stations) du réseau. Des bulletins nationaux d'une plus longue durée appelés Radiojournal sont présentés de Montréal en direct dans chacun des fuseaux horaires les jours de semaine à 6 h (7 h HA), 7 h (8 h HA), 8 h (9 h HA) et midi (13 h HA). À 17 h, le Radiojournal est seulement présenté au Québec et en Ontario. Les Radiojournaux du samedi et du dimanche sont présentés à 9 h (10 h HA), 12 h (13 h HA) et 18 h (19 h HA) seulement en Ontario, au Québec et dans les provinces maritimes. Le soir et la nuit, des bulletins réseau de six minutes sont présentés en direct de Montréal d'un océan à l'autre.

### Programmation régionale
Toutes les stations d'ICI Radio-Canada Première produisent une émission régionale le matin (du lundi au vendredi) depuis leurs studios respectifs. Pour les émissions de fin de journée et/ou pour les émissions du samedi matin, certaines petites stations se regroupent pour diffuser l'émission de la plus grosse station de leur région.

### Le cas particulier des provinces maritimes
Le Nouveau-Brunswick, la Nouvelle-Écosse, l'Île du Prince-Édouard et Terre-Neuve-et-Labrador font figure d'exception. La programmation réseau provenant de Montréal (Heure de l'Est) et étant présentée la plupart du temps en direct, les provinces maritimes (Heure de l'Atlantique) et Terre-Neuve-et-Labrador (UTC−03:30) ont un horaire qui peut légèrement différer du reste du réseau. D'abord, les émissions réseau sont annoncées comme étant diffusées une heure plus tard (exemple : 9 h, maritimes 10 h ou exemple 2 : 16 h, Terre-Neuve 16 h 30). Les provinces maritimes ont aussi droit à des émissions locales supplémentaires et à des émissions réseau en avant-première en attendant que la programmation locale se termine dans le fuseau horaire de l'Heure de l'Est.

### Horaire détaillé (Automne 2020)
|       | Dimanche | Lundi                                                                          | Mardi                                                                          | Mercredi                                                                       | Jeudi                                                                          | Vendredi                                                                       | Samedi |
| ----- | --- | ------------------------------------------------------------------------------ | ------------------------------------------------------------------------------ | ------------------------------------------------------------------------------ | ------------------------------------------------------------------------------ | ------------------------------------------------------------------------------ | --- |
| 0:00  | La soirée est (encore) jeune (Rediffusion)                                                                        | La soirée est (encore) jeune (Rediffusion)                                     | Pénélope (Rediffusion) (Débute à 22:00)                                        | Pénélope (Rediffusion) (Débute à 22:00)                                        | Pénélope (Rediffusion) (Débute à 22:00)                                        | Pénélope (Rediffusion) (Débute à 22:00)                                        | Pénélope (Rediffusion) (Débute à 22:00) |
| 0:30  | La soirée est (encore) jeune (Rediffusion)                                                                        | La soirée est (encore) jeune (Rediffusion)                                     | On dira ce qu’on voudra (Rediffusion)                                          | On dira ce qu’on voudra (Rediffusion)                                          | On dira ce qu’on voudra (Rediffusion)                                          | On dira ce qu’on voudra (Rediffusion)                                          | Aujourd'hui l'histoire (Rediffusion) |
| 1:00  | La soirée est (encore) jeune (Rediffusion)                                                                        | La soirée est (encore) jeune (Rediffusion)                                     | Plus on est de fous, plus on lit! (Rediffusion)                                | Plus on est de fous, plus on lit! (Rediffusion)                                | Plus on est de fous, plus on lit! (Rediffusion)                                | Plus on est de fous, plus on lit! (Rediffusion)                                | Moteur de recherche (Rediffusion de deux émissions) |
| 1:30  | La soirée est (encore) jeune (Rediffusion)                                                                        | La soirée est (encore) jeune (Rediffusion)                                     | Plus on est de fous, plus on lit! (Rediffusion)                                | Plus on est de fous, plus on lit! (Rediffusion)                                | Plus on est de fous, plus on lit! (Rediffusion)                                | Plus on est de fous, plus on lit! (Rediffusion)                                | Moteur de recherche (Rediffusion de deux émissions) |
| 2:00  | Lève-tôt (Rediffusion)                                                                                            | Pas tous en même temps (Rediffusion)                                           | Plus on est de fous, plus on lit! (Rediffusion)                                | Plus on est de fous, plus on lit! (Rediffusion)                                | Plus on est de fous, plus on lit! (Rediffusion)                                | Plus on est de fous, plus on lit! (Rediffusion)                                | Moteur de recherche (Rediffusion de deux émissions) |
| 2:30  | Lève-tôt (Rediffusion)                                                                                            | Pas tous en même temps (Rediffusion)                                           | Plus on est de fous, plus on lit! (Rediffusion)                                | Plus on est de fous, plus on lit! (Rediffusion)                                | Plus on est de fous, plus on lit! (Rediffusion)                                | Plus on est de fous, plus on lit! (Rediffusion)                                | Moteur de recherche (Rediffusion de deux émissions) |
| 3:00  | Les faits d'abord (Rediffusion)                                                                                   | C'est fou (Rediffusion)                                                        | Le 21e (Rediffusion)                                                           | Les grands entretiens (Rediffusion)                                            | Les grands entretiens (Rediffusion)                                            | Les grands entretiens (Rediffusion)                                            | Il est toujours 5 h quelque part (Rediffusion) |
| 3:30  | Les faits d'abord (Rediffusion)                                                                                   | C'est fou (Rediffusion)                                                        | Le 21e (Rediffusion)                                                           | Les grands entretiens (Rediffusion)                                            | Les grands entretiens (Rediffusion)                                            | Les grands entretiens (Rediffusion)                                            | Il est toujours 5 h quelque part (Rediffusion) |
| 4:00  | Les années lumière (Rediffusion)                                                                                  | Désautels le dimanche (Rediffusion)                                            | Moteur de recherche (Rediffusion)                                              | Moteur de recherche (Rediffusion)                                              | Moteur de recherche (Rediffusion)                                              | Moteur de recherche (Rediffusion)                                              | Il est toujours 5 h quelque part (Rediffusion) |
| 4:30  | Les années lumière (Rediffusion)                                                                                  | Désautels le dimanche (Rediffusion)                                            | Moteur de recherche (Rediffusion)                                              | Moteur de recherche (Rediffusion)                                              | Moteur de recherche (Rediffusion)                                              | Moteur de recherche (Rediffusion)                                              | Il est toujours 5 h quelque part (Rediffusion) |
| 5:00  | Les années lumière (Rediffusion)                                                                                  | Désautels le dimanche (Rediffusion)                                            | L'heure du monde (Rediffusion)                                                 | L'heure du monde (Rediffusion)                                                 | L'heure du monde (Rediffusion)                                                 | L'heure du monde (Rediffusion)                                                 | Bien entendu - La grande entrevue (Rediffusion) |
| 5:30  | Les années lumière (Rediffusion)                                                                                  | Désautels le dimanche (Rediffusion)                                            | L'heure du monde (Rediffusion)                                                 | L'heure du monde (Rediffusion)                                                 | L'heure du monde (Rediffusion)                                                 | L'heure du monde (Rediffusion)                                                 | Bien entendu - La grande entrevue (Rediffusion) |
| 6:00  | Dessine-moi un dimanche Radiojournal à 9:00 (Maritimes, Québec et Ontario)                                        | Émissions régionales du matin Radiojournal à 6:00, 7:00 et 8:00                | Émissions régionales du matin Radiojournal à 6:00, 7:00 et 8:00                | Émissions régionales du matin Radiojournal à 6:00, 7:00 et 8:00                | Émissions régionales du matin Radiojournal à 6:00, 7:00 et 8:00                | Émissions régionales du matin Radiojournal à 6:00, 7:00 et 8:00                | Lève-tôt |
| 6:30  | Dessine-moi un dimanche Radiojournal à 9:00 (Maritimes, Québec et Ontario)                                        | Émissions régionales du matin Radiojournal à 6:00, 7:00 et 8:00                | Émissions régionales du matin Radiojournal à 6:00, 7:00 et 8:00                | Émissions régionales du matin Radiojournal à 6:00, 7:00 et 8:00                | Émissions régionales du matin Radiojournal à 6:00, 7:00 et 8:00                | Émissions régionales du matin Radiojournal à 6:00, 7:00 et 8:00                | Lève-tôt |
| 7:00  | Dessine-moi un dimanche Radiojournal à 9:00 (Maritimes, Québec et Ontario)                                        | Émissions régionales du matin Radiojournal à 6:00, 7:00 et 8:00                | Émissions régionales du matin Radiojournal à 6:00, 7:00 et 8:00                | Émissions régionales du matin Radiojournal à 6:00, 7:00 et 8:00                | Émissions régionales du matin Radiojournal à 6:00, 7:00 et 8:00                | Émissions régionales du matin Radiojournal à 6:00, 7:00 et 8:00                | Émissions régionales du matin (par groupes de stations) Radiojournal à 9:00 (Maritimes, Québec et Ontario)                                                                     |
| 7:30  | Dessine-moi un dimanche Radiojournal à 9:00 (Maritimes, Québec et Ontario)                                        | Émissions régionales du matin Radiojournal à 6:00, 7:00 et 8:00                | Émissions régionales du matin Radiojournal à 6:00, 7:00 et 8:00                | Émissions régionales du matin Radiojournal à 6:00, 7:00 et 8:00                | Émissions régionales du matin Radiojournal à 6:00, 7:00 et 8:00                | Émissions régionales du matin Radiojournal à 6:00, 7:00 et 8:00                | Émissions régionales du matin (par groupes de stations) Radiojournal à 9:00 (Maritimes, Québec et Ontario)                                                                     |
| 8:00  | Dessine-moi un dimanche Radiojournal à 9:00 (Maritimes, Québec et Ontario)                                        | Émissions régionales du matin Radiojournal à 6:00, 7:00 et 8:00                | Émissions régionales du matin Radiojournal à 6:00, 7:00 et 8:00                | Émissions régionales du matin Radiojournal à 6:00, 7:00 et 8:00                | Émissions régionales du matin Radiojournal à 6:00, 7:00 et 8:00                | Émissions régionales du matin Radiojournal à 6:00, 7:00 et 8:00                | Émissions régionales du matin (par groupes de stations) Radiojournal à 9:00 (Maritimes, Québec et Ontario)                                                                     |
| 8:30  | Dessine-moi un dimanche Radiojournal à 9:00 (Maritimes, Québec et Ontario)                                        | Émissions régionales du matin Radiojournal à 6:00, 7:00 et 8:00                | Émissions régionales du matin Radiojournal à 6:00, 7:00 et 8:00                | Émissions régionales du matin Radiojournal à 6:00, 7:00 et 8:00                | Émissions régionales du matin Radiojournal à 6:00, 7:00 et 8:00                | Émissions régionales du matin Radiojournal à 6:00, 7:00 et 8:00                | Émissions régionales du matin (par groupes de stations) Radiojournal à 9:00 (Maritimes, Québec et Ontario)                                                                     |
| 9:00  | Dessine-moi un dimanche Radiojournal à 9:00 (Maritimes, Québec et Ontario)                                        | Pénélope                                                                       | Pénélope                                                                       | Pénélope                                                                       | Pénélope                                                                       | Pénélope                                                                       | Émissions régionales du matin (par groupes de stations) Radiojournal à 9:00 (Maritimes, Québec et Ontario)                                                                     |
| 9:30  | Dessine-moi un dimanche Radiojournal à 9:00 (Maritimes, Québec et Ontario)                                        | Pénélope                                                                       | Pénélope                                                                       | Pénélope                                                                       | Pénélope                                                                       | Pénélope                                                                       | Émissions régionales du matin (par groupes de stations) Radiojournal à 9:00 (Maritimes, Québec et Ontario)                                                                     |
| 10:00 | Désautels le dimanche                                                                                             | Pénélope                                                                       | Pénélope                                                                       | Pénélope                                                                       | Pénélope                                                                       | Pénélope                                                                       | Émissions régionales du matin (par groupes de stations) Radiojournal à 9:00 (Maritimes, Québec et Ontario)                                                                     |
| 10:30 | Désautels le dimanche                                                                                             | Pénélope                                                                       | Pénélope                                                                       | Pénélope                                                                       | Pénélope                                                                       | Pénélope                                                                       | Émissions régionales du matin (par groupes de stations) Radiojournal à 9:00 (Maritimes, Québec et Ontario)                                                                     |
| 11:00 | Désautels le dimanche                                                                                             | Pénélope                                                                       | Pénélope                                                                       | Pénélope                                                                       | Pénélope                                                                       | Pénélope                                                                       | À la semaine prochaine |
| 11:30 | Désautels le dimanche                                                                                             | Midi info                                                                      | Midi info                                                                      | Midi info                                                                      | Midi info                                                                      | Midi info                                                                      | À la semaine prochaine |
|       | Signal horaire officiel du Conseil national de recherches du Canada (12:00 HE / 13:00 HA)                         |                                                                                |                                                                                |                                                                                |                                                                                |                                                                                | |
| 12:00 | Les années lumière Radiojournal à 12:00 (Maritimes, Québec et Ontario)                                            | Midi info Radiojournal à 12:00                                                 | Midi info Radiojournal à 12:00                                                 | Midi info Radiojournal à 12:00                                                 | Midi info Radiojournal à 12:00                                                 | Midi info Radiojournal à 12:00                                                 | Les faits d'abord Radiojournal à 12:00 (Maritimes, Québec et Ontario) |
| 12:30 | Les années lumière Radiojournal à 12:00 (Maritimes, Québec et Ontario)                                            | Midi info Radiojournal à 12:00                                                 | Midi info Radiojournal à 12:00                                                 | Midi info Radiojournal à 12:00                                                 | Midi info Radiojournal à 12:00                                                 | Midi info Radiojournal à 12:00                                                 | Les faits d'abord Radiojournal à 12:00 (Maritimes, Québec et Ontario) |
| 13:00 | Les années lumière Radiojournal à 12:00 (Maritimes, Québec et Ontario)                                            | Plus on est de fous, plus on lit!                                              | Plus on est de fous, plus on lit!                                              | Plus on est de fous, plus on lit!                                              | Plus on est de fous, plus on lit!                                              | Plus on est de fous, plus on lit! – Formule cabaret                            | Bien entendu - La grande entrevue* |
| 13:30 | Les années lumière Radiojournal à 12:00 (Maritimes, Québec et Ontario)                                            | Plus on est de fous, plus on lit!                                              | Plus on est de fous, plus on lit!                                              | Plus on est de fous, plus on lit!                                              | Plus on est de fous, plus on lit!                                              | Plus on est de fous, plus on lit! – Formule cabaret                            | Bien entendu - La grande entrevue* |
| 14:00 | Du côté de chez Catherine                                                                                         | Plus on est de fous, plus on lit!                                              | Plus on est de fous, plus on lit!                                              | Plus on est de fous, plus on lit!                                              | Plus on est de fous, plus on lit!                                              | Plus on est de fous, plus on lit! – Formule cabaret                            | Culture Club |
| 14:30 | Du côté de chez Catherine                                                                                         | Plus on est de fous, plus on lit!                                              | Plus on est de fous, plus on lit!                                              | Plus on est de fous, plus on lit!                                              | Plus on est de fous, plus on lit!                                              | Plus on est de fous, plus on lit! – Formule cabaret                            | Culture Club |
| 15:00 | Du côté de chez Catherine                                                                                         | Aujourd’hui l’histoire*                                                        | Aujourd’hui l’histoire*                                                        | Aujourd’hui l’histoire*                                                        | Aujourd’hui l’histoire*                                                        | Aujourd’hui l’histoire*                                                        | Culture Club |
| 15:30 | Du côté de chez Catherine                                                                                         | Émissions régionales de l'après-midi* Radiojournal à 17:00 (Québec et Ontario) | Émissions régionales de l'après-midi* Radiojournal à 17:00 (Québec et Ontario) | Émissions régionales de l'après-midi* Radiojournal à 17:00 (Québec et Ontario) | Émissions régionales de l'après-midi* Radiojournal à 17:00 (Québec et Ontario) | Émissions régionales de l'après-midi* Radiojournal à 17:00 (Québec et Ontario) | Culture Club |
| 16:00 | À la semaine prochaine (Rediffusion)                                                                              | Émissions régionales de l'après-midi* Radiojournal à 17:00 (Québec et Ontario) | Émissions régionales de l'après-midi* Radiojournal à 17:00 (Québec et Ontario) | Émissions régionales de l'après-midi* Radiojournal à 17:00 (Québec et Ontario) | Émissions régionales de l'après-midi* Radiojournal à 17:00 (Québec et Ontario) | Émissions régionales de l'après-midi* Radiojournal à 17:00 (Québec et Ontario) | Un phare dans la nuit |
| 16:30 | À la semaine prochaine (Rediffusion)                                                                              | Émissions régionales de l'après-midi* Radiojournal à 17:00 (Québec et Ontario) | Émissions régionales de l'après-midi* Radiojournal à 17:00 (Québec et Ontario) | Émissions régionales de l'après-midi* Radiojournal à 17:00 (Québec et Ontario) | Émissions régionales de l'après-midi* Radiojournal à 17:00 (Québec et Ontario) | Émissions régionales de l'après-midi* Radiojournal à 17:00 (Québec et Ontario) | Un phare dans la nuit |
| 17:00 | La soirée est (encore) jeune Radiojournal à 18:00 (Maritimes, Québec et Ontario)                                  | Émissions régionales de l'après-midi* Radiojournal à 17:00 (Québec et Ontario) | Émissions régionales de l'après-midi* Radiojournal à 17:00 (Québec et Ontario) | Émissions régionales de l'après-midi* Radiojournal à 17:00 (Québec et Ontario) | Émissions régionales de l'après-midi* Radiojournal à 17:00 (Québec et Ontario) | Émissions régionales de l'après-midi* Radiojournal à 17:00 (Québec et Ontario) | La soirée est (encore) jeune Radiojournal à 18:00 (Maritimes, Québec et Ontario)                                                                                               |
| 17:30 | La soirée est (encore) jeune Radiojournal à 18:00 (Maritimes, Québec et Ontario)                                  | Émissions régionales de l'après-midi* Radiojournal à 17:00 (Québec et Ontario) | Émissions régionales de l'après-midi* Radiojournal à 17:00 (Québec et Ontario) | Émissions régionales de l'après-midi* Radiojournal à 17:00 (Québec et Ontario) | Émissions régionales de l'après-midi* Radiojournal à 17:00 (Québec et Ontario) | Émissions régionales de l'après-midi* Radiojournal à 17:00 (Québec et Ontario) | La soirée est (encore) jeune Radiojournal à 18:00 (Maritimes, Québec et Ontario)                                                                                               |
| 18:00 | La soirée est (encore) jeune Radiojournal à 18:00 (Maritimes, Québec et Ontario)                                  | L'heure du monde                                                               | L'heure du monde                                                               | L'heure du monde                                                               | L'heure du monde                                                               | L'heure du monde                                                               | La soirée est (encore) jeune Radiojournal à 18:00 (Maritimes, Québec et Ontario)                                                                                               |
| 18:30 | La soirée est (encore) jeune Radiojournal à 18:00 (Maritimes, Québec et Ontario)                                  | L'heure du monde                                                               | L'heure du monde                                                               | L'heure du monde                                                               | L'heure du monde                                                               | L'heure du monde                                                               | La soirée est (encore) jeune Radiojournal à 18:00 (Maritimes, Québec et Ontario)                                                                                               |
| 19:00 | C'est fou | Moteur de recherche                                                            | Moteur de recherche                                                            | Moteur de recherche                                                            | Moteur de recherche                                                            | Il est toujours 5 h quelque part                                               | Pouvez-vous répéter la question |
| 19:30 | C'est fou | Moteur de recherche                                                            | Moteur de recherche                                                            | Moteur de recherche                                                            | Moteur de recherche                                                            | Il est toujours 5 h quelque part                                               | Pouvez-vous répéter la question |
| 20:00 | Tout le monde en parle - Diffusion en simultané de l'émission présentée sur ICI Radio-Canada Télé (Jusqu'à 22:15) | Aujourd’hui l’histoire*                                                        | Aujourd’hui l’histoire*                                                        | Aujourd’hui l’histoire*                                                        | Aujourd’hui l’histoire*                                                        | Il est toujours 5 h quelque part                                               | Pouvez-vous répéter la question |
| 20:30 | Tout le monde en parle - Diffusion en simultané de l'émission présentée sur ICI Radio-Canada Télé (Jusqu'à 22:15) | On dira ce qu'on voudra                                                        | On dira ce qu'on voudra                                                        | On dira ce qu'on voudra                                                        | On dira ce qu'on voudra                                                        | Il est toujours 5 h quelque part                                               | Pouvez-vous répéter la question |
| 21:00 | Tout le monde en parle - Diffusion en simultané de l'émission présentée sur ICI Radio-Canada Télé (Jusqu'à 22:15) | Le 21e*                                                                        | Les grands entretiens*                                                         | Les grands entretiens*                                                         | Les grands entretiens*                                                         | Jusqu'au bout                                                                  | Plus on est de fous, plus on lit! – Formule cabaret (Rediffusion) |
| 21:30 | Tout le monde en parle - Diffusion en simultané de l'émission présentée sur ICI Radio-Canada Télé (Jusqu'à 22:15) | Le 21e*                                                                        | Les grands entretiens*                                                         | Les grands entretiens*                                                         | Les grands entretiens*                                                         | Jusqu'au bout                                                                  | Plus on est de fous, plus on lit! – Formule cabaret (Rediffusion) |
| 22:00 | Du côté de chez Catherine (Rediffusion)                                                                           | Pénélope (Rediffusion)                                                         | Pénélope (Rediffusion)                                                         | Pénélope (Rediffusion)                                                         | Pénélope (Rediffusion)                                                         | Pénélope (Rediffusion)                                                         | La Librairie francophone - Émission produite par Médias francophones publics. Coproduction entre France Inter, ICI Radio-Canada Première, RTBF La Première et RTS La Première. |
| 22:30 | Du côté de chez Catherine (Rediffusion)                                                                           | Pénélope (Rediffusion)                                                         | Pénélope (Rediffusion)                                                         | Pénélope (Rediffusion)                                                         | Pénélope (Rediffusion)                                                         | Pénélope (Rediffusion)                                                         | La Librairie francophone - Émission produite par Médias francophones publics. Coproduction entre France Inter, ICI Radio-Canada Première, RTBF La Première et RTS La Première. |
| 23:00 | Du côté de chez Catherine (Rediffusion)                                                                           | Pénélope (Rediffusion)                                                         | Pénélope (Rediffusion)                                                         | Pénélope (Rediffusion)                                                         | Pénélope (Rediffusion)                                                         | Pénélope (Rediffusion)                                                         | Culture Club (Rediffusion) |
| 23:30 | Du côté de chez Catherine (Rediffusion)                                                                           | Pénélope (Rediffusion)                                                         | Pénélope (Rediffusion)                                                         | Pénélope (Rediffusion)                                                         | Pénélope (Rediffusion)                                                         | Pénélope (Rediffusion)                                                         | Culture Club (Rediffusion) |

- Notes:
  - Lundi au vendredi: 
    - À Québec, Montréal, Sherbrooke et Ottawa, la programmation de jour débute à 5:00 avec l'émission inter-régionale À la une suivi de leurs émissions régionales respectives à 5:30. Par le fait même, les émissions qui diffusées à 5:00 sur le reste du réseau le sont à 4:00 dans ces régions, éliminant du coup le bloc de programmation de 4:00. À Québec, Montréal et Ottawa, les émissions régionales de l'après-midi débutent à 15:00, donc ne diffusent pas le bloc de programmation réseau de 15:00 à 15:30.
    - Bloc de programmation 15:00-15:30: 
      - Au Québec, en Ontario (sauf Québec, Montréal et Ottawa) et dans les provinces de l’ouest, les épisodes originaux du jour (normalement diffusés du lundi au vendredi à 20:00) de l’émission Aujourd'hui l'histoire sont diffusés en avant-première de 15:00 à 15:30 (sauf lors de programmation spéciale) et les émissions régionales de l'après-midi débutent à 15:30. Le vendredi, une rediffusion de l'émission Aujourd'hui l'histoire est programmée de 15:00 à 15:30 dans ces régions et sur l'ensemble du réseau à 0:30 dans la nuit du vendredi au samedi. À Rimouski, Matane et Sept-Îles, les blocs de programmation sont inversés: les émissions régionales sont diffusées de 15h00 à 17h30 et Aujourd'hui l'histoire est diffusé de 17h30 à 18h00.

    - Provinces maritimes: La diffusion des émissions L'heure du monde et Moteur de recherche/Pas tous en même temps est inversé. Les trous dans la grille-horaire causés par le décalage horaire sont comblés par l'émission inter-régionale La matinale - Édition Acadie de 9:00 à 10:00 HA et la rediffusion de cette même émission de 22:00 à 23:00 HA. De 12:00 à 12:30 HA, une émission inter-régionale (ICI le midi) est diffusée à la place de la dernière demi-heure de l'émission réseau Pénélope. Toutefois la rediffusion nocturne de Pénélope est présentée en entier. Le samedi matin, le bloc de programmation réseau de 6:00 n'est pas diffusé à cause du décalage horaire et une émission inter-régionale (Ça se passe ici) comble le décalage de 11:00 HA à 12:00 HA.

  - Les émissions Le 21e, Les grands entretiens et Bien entendu - La grande entrevue  peuvent être constitués soit d'épisodes originaux ou de rediffusions au fil de la saison.
  - Dimanche : Tout le monde en parle se terminant vers 22:15, la rediffusion de l'émission suivante débute au point où elle en serait si elle avait été diffusée depuis 22:06, son heure de diffusion habituelle lorsque Tout le monde en parle n'est pas diffusé.